# فریدریش کایسلر
فریدریش کایسلر (انگلیسی: Friedrich Kayßler؛ ۷ آوریل ۱۸۷۴ – ۳۰ آوریل ۱۹۴۵) یک هنرپیشه، و پدیدآور اهل آلمان بود. وی بین سال‌های ۱۹۱۳ تا ۱۹۴۵ میلادی فعالیت می‌کرد.